# Eusterinx jugorum
Eusterinx jugorum là một loài tò vò trong họ Ichneumonidae.